# Dumonceau

Familiewapen van Dumonceau

Dumonceau (ook: Dumonceau de Bergendal, Du Monceau of Du Monceau de Bergendal) is een Waals-Brabants geslacht dat tot de Nederlandse en Napoleontische adel behoorde en waarvan takken nu nog tot de Belgische adel behoren.

## Geschiedenis
De Dumonceaus waren lang kleine ambachtslieden in het dorp Ukkel. Een telg uit het geslacht, Jean-Baptiste Dumonceau (1760-1821), verwierf roem als militair. Hij bracht het tot maarschalk van Holland, grootofficier van de Kroon en generaal. Hij werd op 13 april 1810 door de koning van Holland, Lodewijk Napoleon Bonaparte, verheven in de adel van het Koninkrijk Holland en op 15 april werd hem de titel graaf van Bergerduin verleend. Op 18 januari 1811 werd hij door keizer Napoleon I benoemd tot comte d'Empire (Frans 'rijksgraaf'). In 1820 werd hem in het Verenigd Koninkrijk der Nederlanden de graventitel opnieuw verleend, overdraagbaar bij eerstgeboorte. In 1809 had hij zich reeds tot burger van het Koninkrijk Holland laten naturaliseren. In 1874 verkreeg het geslacht in Nederland de titel graaf voor alle naamdragers.
Een deel van zijn nazaten, afstammend van de zoon uit het eerste huwelijk, bleef in Nederland wonen en stond veelal in dienst van de Oranje-koningen. In 1974 stierf de Nederlandse tak van de familie uit.
Een ander deel, afstammend van de zoons uit het tweede huwelijk, vestigde zich in België en liet er zich naturaliseren. Ze kregen in 1845 en in 1871 de titel graaf, overdraagbaar op alle afstammelingen.

## Enkele telgen

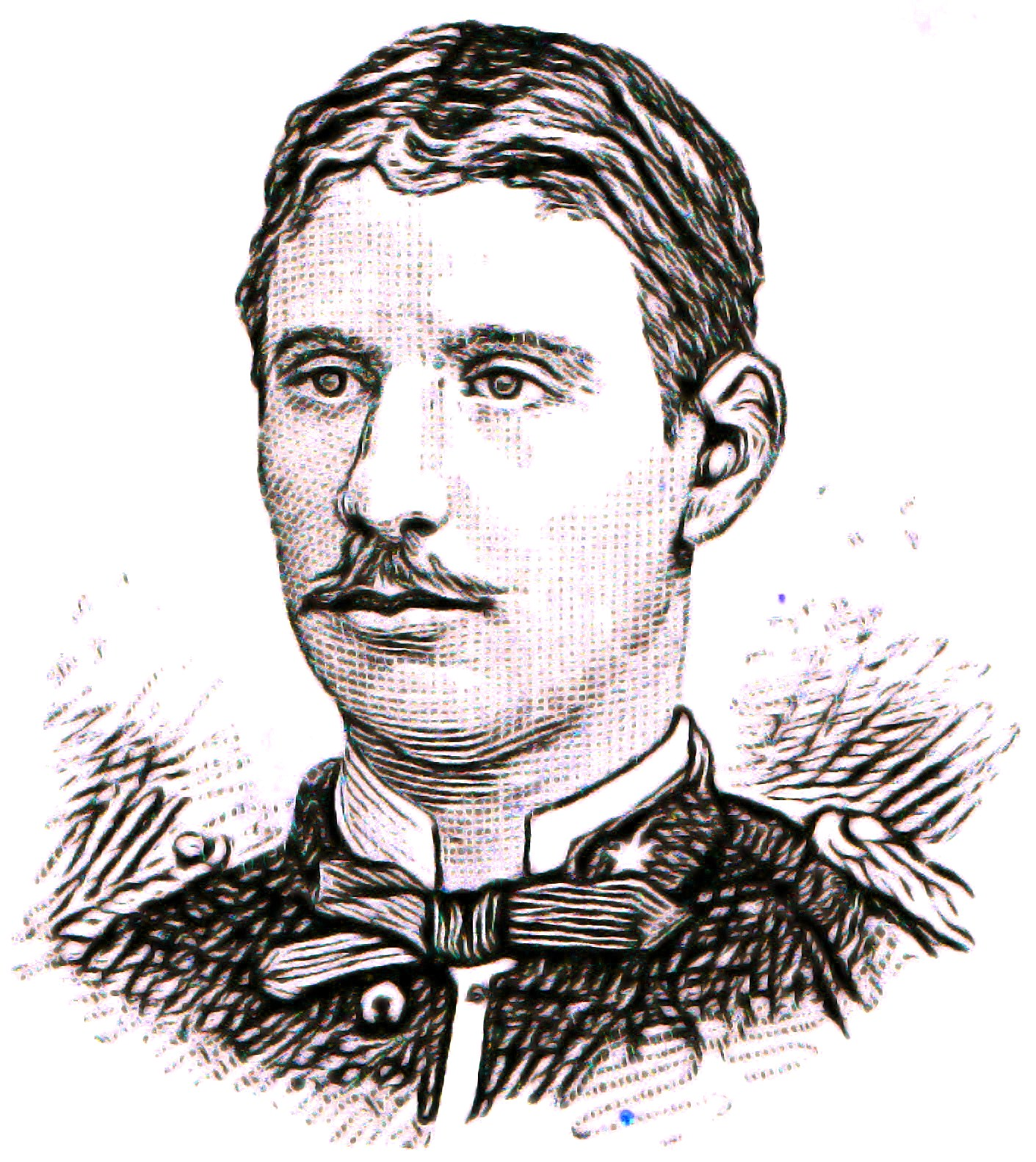
René François Felix Dumonceau

- Jean-Baptiste Dumonceau (1760-1821), luitenant-generaal, trouwde in 1782 in Brussel met Anne-Marie Colinet (1758-1795) en hertrouwde in 1796 in Groningen met Agnes Cremers (1777-1850). Hij kreeg een zoon uit het eerste huwelijk en vier zoons en twee dochters uit het tweede.
  - François Dumonceau (1790-1884), luitenant-generaal, hoofd van het Militair Huis en vleugeladjudant van de koning, trouwde in 1819 in Brussel met Thérèse d'Aubremé (1795-1861). Ze bleven Nederlander na 1830 en kregen zes kinderen. Ook deze kinderen en hun afstammelingen bleven Nederlander, tot aan het uitsterven van deze familietak met de dood van de laatste mannelijke naamdrager in 1952.
    - Cécile Dumonceau (1819-1905), trouwde in 1840 in Brussel met Joseph Zaman (1812-1894), industrieel en senator
    - Agnès Dumonceau (1821-1893), trouwde in 1848 in Vucht met Johannes Baptista Arnoldus Josephus Maria Verheyen (1818-1898), lid van de Provinciale Staten van Noord-Brabant, wethouder van 's-Hertogenbosch, lid van de Tweede Kamer en lid van de Eerste Kamer
    - Eugène Dumonceau (1825-1901)
      - Thérèse Dumonceau (1855-1941), trouwde in 1876 in Lanaken met Auguste Schoenmaeckers (1850-1911), zoon van Alexander Schoenmaeckers, lid van de Nationale Vergadering van Frankfurt en lid van de Provinciale Staten van Limburg
      - Cécile Dumonceau (1857-1922), trouwde in 1881 in Lanaken met baron Charles de Chestret de Haneffe (1856-1926), burgemeester van Donceel, zoon van baron Jules de Chestret de Haneffe, numismaat, bibliofiel en burgemeester van Donceel

    - Henri Dumonceau (1827-1918), luitenant-generaal en hoofd van het Militair Huis, trouwde in 1854 in Parijs met Sophie de Forestier (1836-1917), hofdame van de koningin
      - Joseph Henri Felix Dumonceau (1859-1952), luitenant-generaal, sinds 1904 lid van de hofhouding en van 1946 tot aan zijn overlijden opperceremoniemeester en grootmeester van de koninginnen Wilhelmina en Juliana
      - Cécile Annette Albertine Dumonceau (1864-1951), hofdame van de koningin.

  - Jean du Monceau,  (1799-1875), lid van het bestuur van de Burgerlijke godshuizen in Brussel, trouwde in 1826 in Brussel met Virginie Jacquelart (1796-1886), dochter van Xavier Jacquelart, rechtsgeleerde en hoogleraar aan de Universiteit van Leuven. In 1845 kreeg hij de titel graaf en in 1875 werd de titel uitgebreid tot alle mannelijke afstammelingen
    - Hélène du Monceau (1829-1850), trouwde in 1849 in Brussel met baron Ernest de Woot de Trixhe (1819-1902), burgemeester van Pessoux
    - Félix du Monceau (1831-1911), trouwde in 1864 in 's Herenelderen met gravin Clémence de Renesse (1834-1865), dochter van graaf Louis-Joseph de Renesse, senator en burgemeester van 's Herenelderen
      - Freddy du Monceau de Bergendal (1871-1945)
        - Ivan du Monceau de Bergendal (1909-2005), substituut procureur des Konings, stichter en hoofdredacteur van het satirisch weekblad Pan
        - Françoise du Monceau de Bergendal (°1910), trouwde in 1941 in Sint-Gillis (gescheiden in 1943) met Robert de Foy (1893-1960), administrateur-generaal van de Staatsveiligheid.

    - Gustave Du Monceau de Bergendal (1830-1887), arrondissementscommissaris van Nijvel en ondervoorzitter van de Bank van Brussel
      - Georges Du Monceau de Bergendal (1854-1942), ingenieur en consul van Paraguay
        - Mathilde Du Monceau de Bergendal (1877-1952), kunstschilderes.
        - Emile Du Monceau de Bergendal (1883-1953)
          - Ivan-Georges Du Monceau de Bergendal (1915-1984), generaal-majoor vlieger, commandant van de Tactische Luchtmacht

  - Louis-François Du Monceau de Bergendal (Amsterdam, 25 september 1808 - Grez-Doiceau, 24 februari 1886) verkreeg in 1871 de titel graaf, overdraagbaar op alle afstammelingen
    - Jean-Baptiste Du Monceau de Bergendal (1836-1917), burgemeester van Grez-Doiceau
      - Arnold Joseph Jean Jules Lucien Du Monceau de Bergendal (1866-1927). In 1926 verkocht hij een kasteel te Gistoux aan Charles du Perron, vader van de Nederlandse schrijver E. du Perron.
        - Jean Du Monceau de Bergendal (1890-1966), schepen van Ottignies en ondernemer in Afrika. Naar hem is de Bekerrit Dumonceau genoemd die van circa 1920-1940 werd gereden door motorfietsen en personenauto's; hij stelde de beker ter beschikking vanaf 1917.
          - Yves-Jean du Monceau de Bergendal (1922-2013), senator, burgemeester van Ottignies-Louvain-la-Neuve
            - Diego du Monceau de Bergendal (*1949), voorzitter van GIB

  - Lucie du Monceau (1812-1859), trouwde in 1842 in Brussel met Charles-Victor de Bavay (1801-1875), procureur-generaal bij het hof van beroep in Brussel
  - Henri Dumonceau de Bergendal (1815-1869), trouwde in 1846 in Sint-Joost-ten-Node met Fare Gendebien (1827-1877), dochter van Jean-Baptiste Gendebien, industrieel en lid van het Nationaal Congres
    - Ferdinand Dumonceau de Bergendal (1848-1912), trouwde in 1872 in Laken met Julie Van Volxem (1853-1920), dochter van Joseph Van Volxem, advocaat, volksvertegenwoordiger en burgemeester van Laken
      - François Dumonceau de Bergendal (1880-1925)
        - Hervé Dumonceau de Bergendal (1910-1977), Olympisch schermer

    - Reine Dumonceau de Bergendal (1851-1899), trouwde in 1878 in Brussel met baron Arthur de Heusch (1841-1893), burgemeester van Kortessem

## Voetnota
D'Aubremé † ·
Bentinck † ·
Van den Bosch ·
De Borchgrave d'Altena ·
Van Bylandt ·
Du Chastel de la Howarderie † ·
Van Gronsfeld Diepenbrock † ·
Dumonceau ·
Van der Duyn † ·
Festetics de Tolna ·
De Ficquelmont † ·
De Geloes ·
Van der Goltz † ·
Van Heerdt † ·
Van Heiden † ·
De Hochepied ·
Van Hoensbroeck ·
Van Hogendorp · 
Von Hompesch-Rürich † · 
De Larrey † ·
Van Limburg Stirum · 
Van Lynden ·
De Marchant et d'Ansembourg ·
Van Nassau la Lecq † ·
De Norman d'Audenhove ·
Von Oberndorff ·
Van Oranje-Nassau van Amsberg · 
De Perponcher Sedlnitsky ·
Von Quadt ·
Van Randwijck ·
Von Ranzow ·
Van Rechteren ·
Van Reede † ·
Van Renesse † · 
De Riquet de Caraman ·
Schimmelpenninck ·
Zu Stolberg-Stolberg ·
Van Wassenaer † ·
Wolff Metternich † ·
Van Zuylen van Nijevelt

Geslachten die tot de adel van het Koninkrijk der Nederlanden behoren of hebben behoord. Lijst volgens opgave van de Hoge Raad van Adel. †: Geslacht uitgestorven of titel vervallen.